# Rejštejn
Rejštejn (Duits: Reichenstein) is een kleine Tsjechische stad in de regio Pilsen, en maakt deel uit van het district Klatovy. Rejštejn telt 253 inwoners (2023). Het stadje ligt aan de monding van de beek Losenice in de rivier Otava, aan de rand van het Nationaal park Šumava. Het meest opvallende gebouw in Rejštejn is de Kostel sv. Bartoloměje (Sint-Bartholomeuskerk) uit de 16e eeuw met een toren uit de 14e eeuw. De kerk werd in 1792 in barok herbouwd.

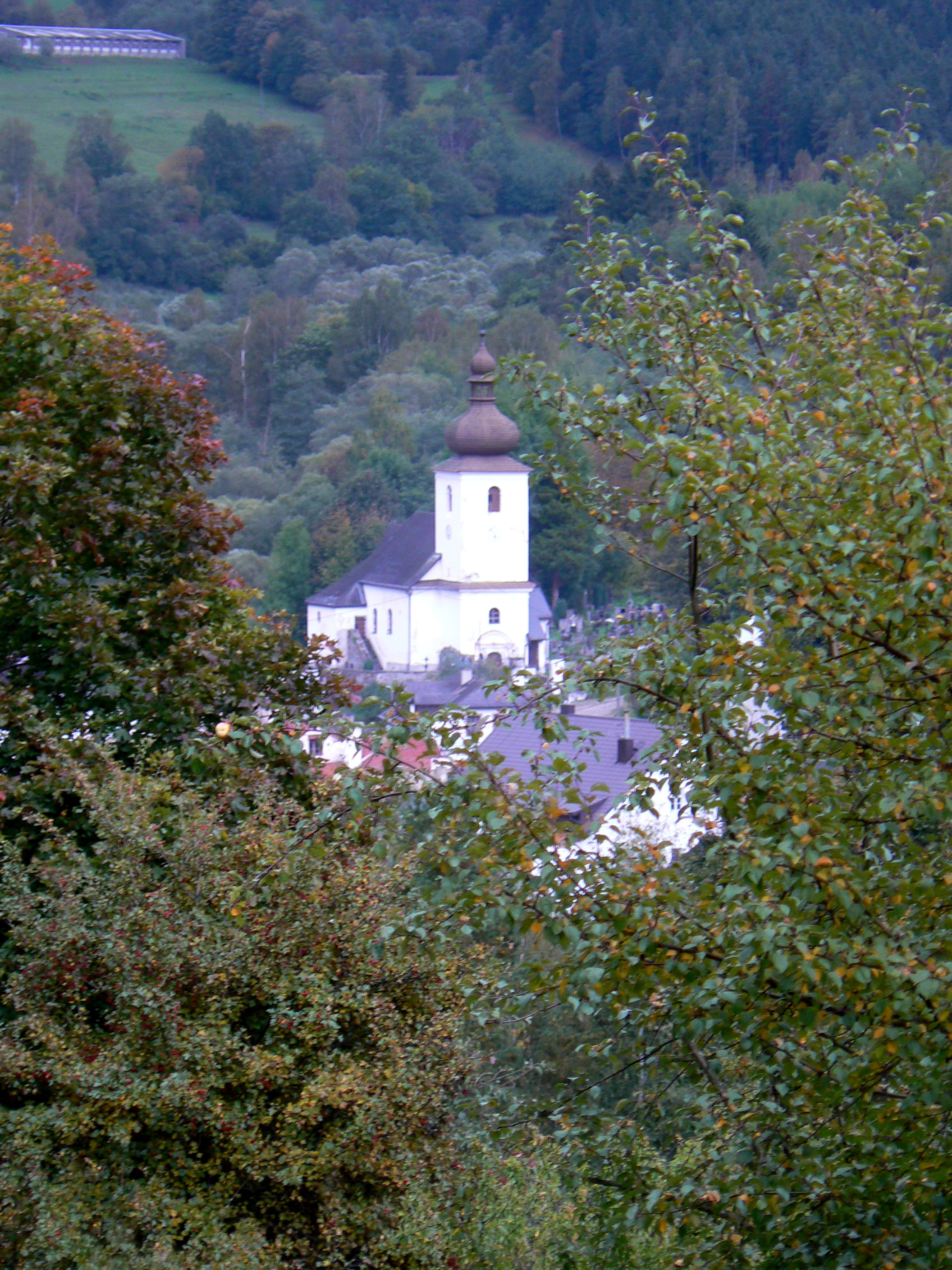
Sint-Bartholomeuskerk, Rejštejn

## Geschiedenis
Rejštejn is ontstaan in de Middeleeuwen als nederzetting van goudzoekers, nadat in de bovenloop van de Otava goud was gevonden. Het stadje vormde toen een eenheid met Kašperské Hory. In 1584 werd Rejštejn autonoom. Na het stopzetten van de goudwinning in de 17e eeuw ging het stadje over op glasblazen. De glasblazerij Klášterský Mlýn (Kloostermolen), opgericht in 1836, was tussen 1878 en 1908 de belangrijkste glasblazerij in het Oostenrijks-Hongaarse rijk. De fabriek sloot de deuren in 1947. Tot het einde van de Tweede Wereldoorlog waren de meeste inwoners van Rejštejn Duitsers.
In 2007 kreeg Rejštejn (opnieuw) de status stad.
Běhařov ·
Běšiny ·
Bezděkov ·
Biřkov ·
Bolešiny ·
Břežany ·
Budětice ·
Bukovník ·
Čachrov ·
Černíkov ·
Červené Poříčí ·
Číhaň ·
Čímice ·
Dešenice ·
Dlažov ·
Dlouhá Ves ·
Dobršín ·
Dolany ·
Domoraz ·
Dražovice ·
Frymburk ·
Hamry ·
Hartmanice ·
Hejná ·
Hlavňovice ·
Hnačov ·
Horažďovice ·
Horská Kvilda ·
Hrádek ·
Hradešice ·
Chanovice ·
Chlistov ·
Chudenice ·
Chudenín ·
Janovice nad Úhlavou ·
Javor ·
Ježovy ·
Kašperské Hory ·
Kejnice ·
Klatovy ·
Klenová ·
Kolinec ·
Kovčín ·
Křenice ·
Kvášňovice ·
Lomec ·
Malý Bor ·
Maňovice ·
Měčín ·
Mezihoří ·
Mlýnské Struhadlo ·
Modrava ·
Mochtín ·
Mokrosuky ·
Myslív ·
Myslovice ·
Nalžovské Hory ·
Nehodiv ·
Nezamyslice ·
Nezdice na Šumavě ·
Nýrsko ·
Obytce ·
Olšany ·
Ostřetice ·
Pačejov ·
Petrovice u Sušice ·
Plánice ·
Podmokly ·
Poleň ·
Prášily ·
Předslav ·
Rabí ·
Rejštejn ·
Slatina ·
Soběšice ·
Srní ·
Strašín ·
Strážov ·
Sušice ·
Svéradice ·
Švihov ·
Tužice ·
Týnec ·
Újezd u Plánice ·
Velhartice ·
Velké Hydčice ·
Velký Bor ·
Vrhaveč ·
Vřeskovice ·
Zavlekov ·
Zborovy ·
Železná Ruda ·
Žihobce ·
Žichovice